# فیرویو، شهرستان مینگو، ویرجینیای غربی
فیرویو (به انگلیسی: Fairview) یک منطقهٔ مسکونی در ایالات متحده آمریکا است که در شهرستان مینگو، ویرجینیای غربی واقع شده‌است. فیرویو ۲۰۰٫۸۷ متر بالاتر از سطح دریا واقع شده‌است.